# Kočane
Kočane (izvirno srbsko Кочане) je naselje v Srbiji, ki upravno spada pod Občino Doljevac; slednja pa je del Niškega upravnega okraja.

## Demografija
V naselju živi 1248 polnoletnih prebivalcev, pri čemer je njihova povprečna starost 40,1 let (39,0 pri moških in 41,3 pri ženskah). Naselje ima 468 gospodinjstev, pri čemer je povprečno število članov na gospodinjstvo 3,40.
To naselje je, glede na rezultate popisa iz leta 2002, večinoma srbsko, a v času zadnjih treh popisov je opazno zmanjšanje števila prebivalcev.
|  |

| Demografija | Demografija     | Demografija     |
| Leto        | Št. prebivalcev | Št. prebivalcev |
| ----------- | --------------- | --------------- |
|             |                 |                 |
|             |                 |                 |
|             |                 |                 |
|             |                 |                 |
| 1948        | 1465            |                 |
| 1953        | 1547            |                 |
| 1961        | 2012            |                 |
| 1971        | 1594            |                 |
| 1981        | 1605            |                 |
| 1991        | 1595            | 1561            |
| 2002        | 1621            | 1591            |
|             |                 |                 |

| Etnična sestava po popisu iz leta 2002 | Etnična sestava po popisu iz leta 2002 | Etnična sestava po popisu iz leta 2002 | Etnična sestava po popisu iz leta 2002 | Etnična sestava po popisu iz leta 2002 |
| -------------------------------------- | -------------------------------------- | -------------------------------------- | -------------------------------------- | -------------------------------------- |
| Srbi                                   | Srbi                                   |                                        | 1.474                                  | 92,64%                                 |
| Romi                                   | Romi                                   |                                        | 102                                    | 6,41%                                  |
| Črnogorci                              | Črnogorci                              |                                        | 4                                      | 0,25%                                  |
| Romuni                                 | Romuni                                 |                                        | 2                                      | 0,12%                                  |
| Makedonci                              | Makedonci                              |                                        | 1                                      | 0,06%                                  |
| Neznano                                | Neznano                                |                                        | 7                                      | 0,43%                                  |